# دجي كام
ديجي كام هو منظم صور حر ومفتوح المصدر كتب بلغة سي++ وباستخدام أطر عمل كيدي.

## مميزات
- إدارة وتنظيم الصور واللقطات.
- استيراد الألبومات من فليكر أو جوجل الأرض.
- التفاعل مع جهاز آي بود.
- تعديل الصور عن طريق إضافات خاصة.

و مميزات أخرى كثيرة.

## جوائز
تم اختيار ديجي كام كأفضل برنامج لإدارة الصور في واجهة كدي بين الأعوام 2005 إلى 2008 في مجلة توكس.

## معلومات تقنية
ديجي كام مبرمج بلغة سي++ ويستعمل واجهة كدي وأدوات كيو تي.

## وصلات خارجية
- دجي كام على موقع Open Hub (الإنجليزية)
- دجي كام على موقع Free Software Directory (الإنجليزية)
- دجي كام على موقع Framasoft (الفرنسية)
- صفحة برنامج دجي كام  على أوبن هب
- موقع ديجي كام الرسمي.
- واجهة كدي.